# Artur Górski (rolnik)
Artur Górski (ur. 13 kwietnia 1913 w Brdzie, zm. 11 stycznia 2001 w Olszewce) – polski rolnik, poseł na Sejm PRL V i VI kadencji.

## Życiorys
Uzyskał wykształcenie podstawowe, z zawodu rolnik. Był przewodniczącym rolniczej spółdzielni produkcyjnej w Olszewce. W 1952 wstąpił do Polskiej Zjednoczonej Partii Robotniczej, był członkiem Komitetu Powiatowego partii w Nakle nad Notecią. W 1969 i 1972 uzyskiwał mandat posła na Sejm PRL w okręgu Tuchola. Przez dwie kadencje zasiadał w Komisji Rolnictwa i Przemysłu Spożywczego.
Został pochowany na cmentarzu parafialnym w Wyrzysku.

## Odznaczenia
- Order Sztandaru Pracy II klasy
- Srebrny Krzyż Zasługi